# Малая Горянка
Малая Горянка (укр. Мала Горянка) — село в Лопушненской сельской общине Кременецкого района Тернопольской области Украины.
Код КОАТУУ — 6123481505. Население по переписи 2001 года составляло 206 человек.

## Географическое положение
Село Малая Горянка находится на левом берегу реки Горынь,
выше по течению примыкает село Великая Горянка,
ниже по течению на расстоянии в 4,5 км расположено село Устечко.

## История
- 1867 год — дата основания.